# 高木神社
35°42′53.2″N 139°48′54.8″E / 35.714778°N 139.815222°E
高木神社（日语：高木神社）是位在日本東京都墨田區押上，內部祭拜高皇產靈尊的一間神社。

## 歷史
此神社建於1468年（應仁2年），最初被稱呼為「六天神社」，出自於裡頭是祭拜欲界天裡的第六天他化自在天。
到了明治時期因政府實行神佛分離政策的關係，神社將祭拜的神祇更換成高皇產靈尊，其中高皇產靈尊的別名為「高木神」，神社名稱便一同更名為「高木神社」。
神社的社格在1940年（昭和15年）歸為村社，另外在1967年（昭和42年）對建物內部結構以鋼筋水泥改建。

## 商業活動
新銳動畫公司在2018年推出了改編自山本崇一朗的漫畫《擅長捉弄人的高木同學》同名電視動畫，因劇中的女主角高木剛好與此神社同名，當時為了祈求節目能上映順利，該作品的導演赤城博昭與聲優高橋李依等人有前來參拜。
隨後高木神社與節目的製作單位合作，除了在神社裡擺置身著巫女服的高木同學人像外，並有販售繪有高木同學造型的御朱印、御守等物品，也成為該作品愛好者慕名前來巡禮的地點。

## 圖集
- 神社出入口的鳥居。
- 掛有神社名稱木匾的拜殿。
- 過去當地宗教團體「山玉向島講社」在1898年（明治31年）設立的石碑，現為墨田區當地的文化財產[7]。
- 在2005年（平成17年）為了祝賀皇室成員黑田清子結婚，奉納的龍口[8]。

## 外部連結
- 高木神社的官方網站 （页面存档备份，存于）